# Língua sena
A língua sena (também chamada xisena, chisena ou cisena) é a terceira língua banta de Moçambique, sendo a língua materna de cerca de 10% da população do país, predominantemente falada nas províncias do baixo Zambeze, mas também no extremo sul do Maláui. O registo da presença de falantes de sena na região está documentado com a designação da Vila de Sena, a partir de 1561.

## Dialetos e línguas relacionadas
Trata-se de uma língua bantu da zona N — conjunto também designado como línguas niassa — da família nígero-congolesa, cujo contínuo dialetal se estende do litoral tanzaniano do lago Niassa, a norte, à cidade da Beira, a sul, e do delta do rio Zambeze, a leste, até à Zâmbia e Zimbabwe, a oeste. A língua sena faz parte do grupo senga-sena, o mais meridional da zona N, que também inclui as línguas nsenga, phimbi, kunda, nhúngue e barwe. O sena desenvolveu-se sob influência das línguas dominantes dos dois grandes reinos vizinhos. A sul, o xona, do reino do Monomotapa (1430–1760), e a norte, o nyanja-chewa do reino Marave (1480–1889). Até à segunda metade do século XX, todas as línguas senga-sena foram consideradas variedades dialetais da língua nyanja-chewa, também da zona N.
Além do sena central (xisena ou sena-tonga, centro e norte de Sofala), esta língua tem os seguintes dialetos: sena-bangwe (sena do sul, Beira), sena-care (sena do norte, Mutarara e Morrumbala), sena-gombe (Caia, Chemba, Mutarara, Cheringoma, Dondo e Nhamatanda), sena-phodzo (Marromeu, Mopeia e Chinde) e sena-malawi (Nsanje e Chikwawa).

## Distribuição e uso da língua
O sena é a língua materna de cerca de 60% da população na província de Sofala, 30% em Manica, 30% em Tete e 10% na Zambézia. Até aos anos 1880, os falantes de sena centravam-se ao longo do rio Zambeze. A sua deslocação para sul poderá dever-se ao estabelecimento da Beira (1887) e posterior abertura da ferrovia, entre a Beira e a Vila de Sena, construída pela britânica Trans Zambezi Railways (1922). Atualmente, o sena é a língua bantu demograficamente predominante da Beira, mas não a língua utilizada para comunicar com falantes de outras línguas bantu nem a língua bantu da liturgia católica.
A primeira gramática da língua sena foi elaborada e impressa em Chupanga (Marromeu), em 1900, pelo missionário e filólogo jesuíta francês Jules Torrend, numa edição trilingue em português, sena e inglês. Dois anos antes, a tipografia desta missão católica já tinha produzido um catecismo sena-português. Em 1957, foi publicado na Beira o primeiro dicionário português-sena-português. Desde 2004, a língua sena integra o ensino bilingue em escolas rurais da província de Sofala, durante os cinco primeiros anos do ensino primário, do Sistema Nacional de Educação.

## Ortografia
Apresenta-se o alfabeto da escrita em sena (esquerda) e a respetiva transcrição no Alfabeto Fonético Internacional (AFI)(direita). A cada letra ou conjunto de letras corresponde apenas um som e vice-versa.
| Sena | AFI |     | Sena | AFI |
| ---- | --- | --- | ---- | --- |
| a    | a   | n   | n    |     |
| b    | ɓ   | ng' | ŋ    |     |
| bh   | b   | ny  | ɲ    |     |
| c    | S   | o   | ɔ    |     |
| d    | ɗ   | p   | p    |     |
| dh   | d   | r   | ɾ    |     |
| dj   | dʒ  | s   | s    |     |
| e    | ɛ   | t   | t    |     |
| f    | f   | th  | ʄ    |     |
| g    | g   | u   | u    |     |
| h    | h   | v   | v    |     |
| i    | i   | w   | w    |     |
| k    | k   | x   | ʃ    |     |
| l    | l   | y   | j    |     |
| m    | m   | z   | z    |     |

## Classes nominais
Sendo uma língua bantu, o sena é uma língua aglutinante cujas palavras são compostas por afixação à esquerda do radical. O sistema de afixação é regido pelas classes nominais, ou seja, todas palavras dos grupos nominais duma frase são compostas pelo prefixo de concordância do nome que é o constituinte principal do grupo nominal. Na língua sena tem as seguintes quinze classes nominais.
| Classe | Prefixo | Exemplo  | Equivalente em português             |
| ------ | ------- | -------- | ------------------------------------ |
| 1      | mu-     | munthu   | pessoa                               |
| 2      | a-      | anthu    | pessoas                              |
| 3      | mu-     | muti     | árvore                               |
| 4      | mi-     | miti     | árvores                              |
| 5      | di-     | diso     | olho                                 |
| 6      | ma-     | maso     | olhos                                |
| 7      | ci-     | cinthu   | coisa                                |
| 8      | pi-     | pinthu   | coisas                               |
| 9      | n-      | nsapato  | sapato, sapatos                      |
| 12     | ka-     | kamwana  | criancinha (plural, piana, classe 8) |
| 14     | u-      | uwana    | infância                             |
| 15     | ku-     | kusimba  | agradecer                            |
| 16     | pa-     | panyumba | em casa                              |
| 17     | ku-     | kudzulu  | para cima                            |
| 18     | m'      | m'nyumba | dentro de casa                       |

## Verbos
A flexão verbal, cujo infinitivo pertence à classe nominal 15, é composta pelo prefixo de pessoa e número, seguido do infixo de tempo e modo, terminando com o radical à direita da palavra. A ordem dos constituintes da frase é SVO. Segue-se o exemplo com os verbos kulima (lavrar), kuyimba (cantar), kumwa (beber) e kulemba (escrever).
| Presente & Futuro -INA- | Presente & Futuro -INA- | Presente & Futuro -INA- | Presente & Futuro -INA- | Presente & Futuro -INA- |                      |
| ----------------------- | ----------------------- | ----------------------- | ----------------------- | ----------------------- | -------------------- |
| ndisalima               | eu lavro                | ndinalima               | eu lavrarei             |                         |                      |
| usalima                 | tu lavras               | unalima"                | tu lavrarás             |                         |                      |
| asalima                 | ele / ela lavra         | eles / elas lavram      | "analima                | ele / ela lavrará       | eles / elas lavrarão |
| tisalima                | nós lavramos            | "ife tinalima           | nós lavraremos          |                         |                      |
| "imwe musalima          | vocês lavram            | "imwe munalima          | vocês lavrarão          |                         |                      |

| Presente Habitual -MBA- | Presente Habitual -MBA- | Presente Habitual -MBA- |
| ----------------------- | ----------------------- | ----------------------- |
| ndimbalima              | eu lavro                |                         |
| umbalima                | tu lavras               |                         |
| ambalima                | ele / ela lavra         | eles / elas lavram      |
| timbalima               | nós lavramos            |                         |
| mumbalima               | vocês lavram            |                         |

| Pretérito Perfeito Próximo -A- | Pretérito Perfeito Próximo -A- | Pretérito Perfeito Próximo -A- |
| ------------------------------ | ------------------------------ | ------------------------------ |
| ndaimba                        | eu cantei                      |                                |
| waimba                         | tu cantaste                    |                                |
| aimba                          | ele / ela cantou               | eles / elas cantaram           |
| taimba                         | nós cantámos                   |                                |
| mwaimba                        | vocês cantaram                 |                                |

| 'Pretérito Perfeito Remoto'-DA- | 'Pretérito Perfeito Remoto'-DA- | 'Pretérito Perfeito Remoto'-DA- |
| ------------------------------- | ------------------------------- | ------------------------------- |
| ndidamwa                        | eu bebi                         |                                 |
| udamwa                          | tu bebeste                      |                                 |
| adamwa                          | ele / ela bebeu                 | eles / elas beberam             |
| tidamwa                         | nós bebemos                     |                                 |
| mudamwa                         | vocês beberam                   |                                 |

| 'Pretérito Imperfeito'-KHA- | 'Pretérito Imperfeito'-KHA- | 'Pretérito Imperfeito'-KHA- |
| --------------------------- | --------------------------- | --------------------------- |
| ndikhalemba                 | eu escrevia                 |                             |
| ukhalema                    | tu escrevias                |                             |
| akhalema                    | ele / ela escrevia          | eles / elas escreviam       |
| tikhalemba                  | nós escrevíamos             |                             |
| mukhalema                   | vocês escreviam             |                             |

| 'Pretérito Mais-Que-Perfeito'-KADA- | 'Pretérito Mais-Que-Perfeito'-KADA- | 'Pretérito Mais-Que-Perfeito'-KADA- |
| ----------------------------------- | ----------------------------------- | ----------------------------------- |
| ndikadalima                         | eu tinha lavrado                    |                                     |
| ukadalima                           | tu tinhas lavrado                   |                                     |
| akadalima                           | ele / ela tinha lavrado             | eles / elas tinham lavrado          |
| tikadalima                          | nós tínhamos lavrado                |                                     |
| mukadalima                          | vocês tinham lavrado                |                                     |

| 'Condicional'-NGA- | 'Condicional'-NGA- | 'Condicional'-NGA-    |
| ------------------ | ------------------ | --------------------- |
| ndingalima         | eu lavraria        |                       |
| ungalima           | tu lavrarias       |                       |
| angalima           | ele / ela lavraria | eles / elas lavrariam |
| tingalima          | nós lavraríamos    |                       |
| mungalima          | vocês lavrariam    |                       |

## Numerais
Apresentam-se os radicais que são sempre utilizados com um prefixo da classe nominal.
| 1  | -bodzi    |
| 2  | -wiri     |
| 3  | -tatu     |
| 4  | -nayi     |
| 5  | -xanu     |
| 6  | -tanthatu |
| 7  | -nomwe    |
| 8  | -sere     |
| 9  | -femba    |
| 10 | khumi     |

## Outro vocabulário
| basa     | trabalho |            | mangwana | amanhã  |           | mswo | porta |
| bongwe   | macaco   | manja      | mãos     | mtombwe | remédio   |      |       |
| dzina    | nome     | masiku     | noite    | mulungu | deus      |      |       |
| fungula  | abrir    | matako     | nádegas  | mwana   | criança   |      |       |
| kufunga  | fechar   | mbuzi      | cabra    | njinga  | bicicleta |      |       |
| kumwa    | beber    | mkazi      | mulher   | nyama   | carne     |      |       |
| kupisa   | ferver   | mphalapala | antílope | thika   | hiena     |      |       |
| macebesi | manhã    | mpunga     | arroz    | ufa     | farinha   |      |       |
| madzi    | água     | msolo      | cabeça   | xamwali | amigo     |      |       |

## Um texto
Cithakano m’cisena
Pyacitika siku ibodzi, ndzizi wa njala, baba wa panyumba, akakhala na nsambo wa kukwata uci ncitomba mbafikira pakhukhu. Ndzizi onsene akava njala, akapanga anace kuti ndirikwenda kasuta dotha pakhukhu. Na tenepo, angafika akakwata ntete mbanfeka pansi padabisee uci, mbakakwewa nawo uci ule, na mulomo, ninga asadyadi dotha. Anace akapyona pyonsene pikacita babao.
Tradução
Estória em língua sena
Era uma vez, na época da fome, um pai de família que tinha o mau hábito de enterrar numa lixeira, às escondidas, uma pequena bilha de barro cheia de mel. Sempre que tinha fome, dizia aos seus filhos que ia à lixeira chupar cinza. Então, quando lá chegava, espetava a mangueira que tinha levado consigo, no sítio onde tinha escondido o mel e, com ela, puxava-o como se, realmente, estivesse a comer cinza. Os filhos viam tudo isto e quando a mulher descobriu, separou-se do marido.